# Castelo Hessilhead

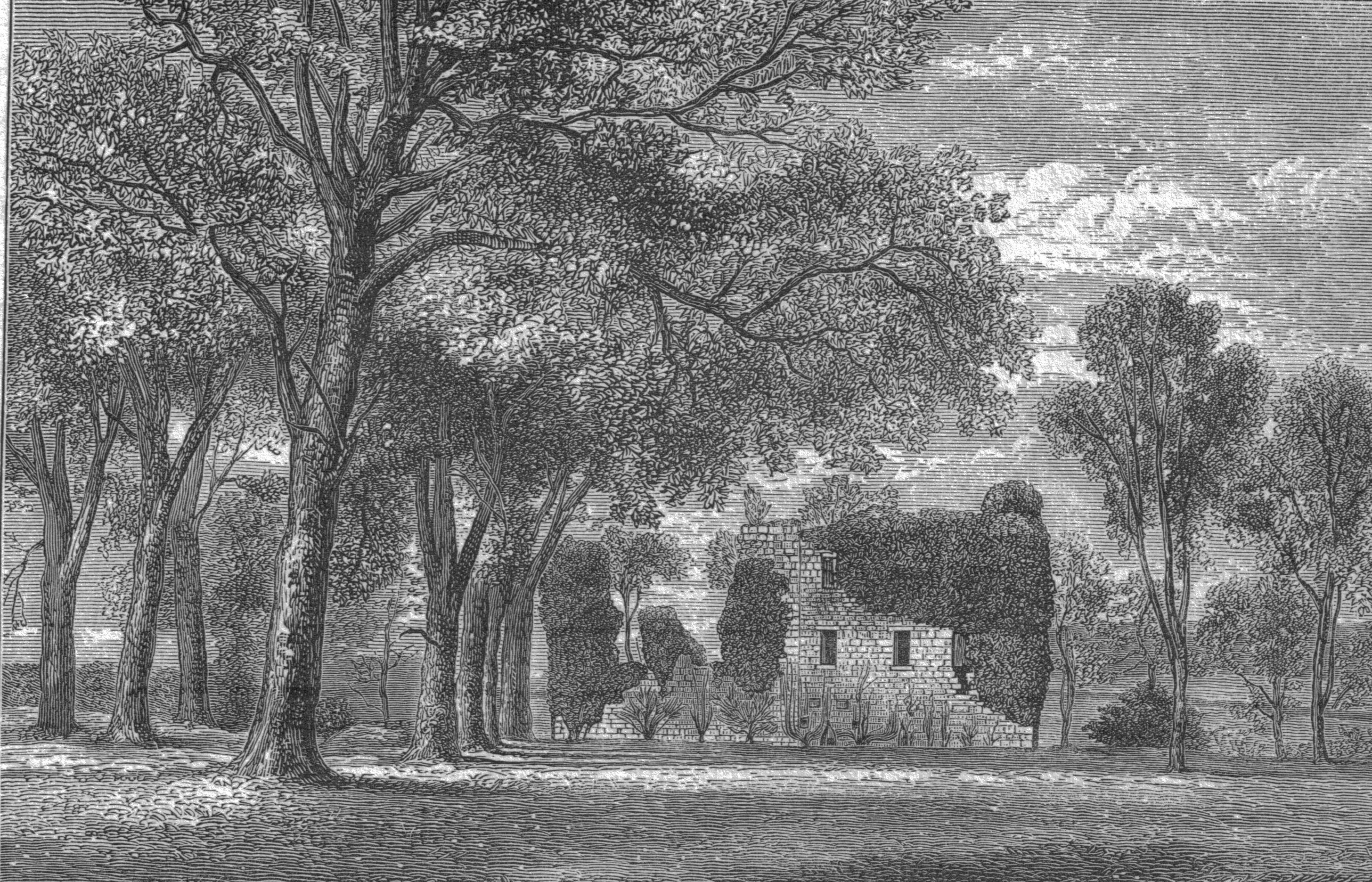
Castelo Hessilhead em 1876, Escócia

O Castelo Hessilhead (em inglês:  Hessilhead Castle) foi um castelo localizado em Beith, South Ayrshire, Escócia.

## História
Construído por duas épocas diferentes, medindo 22 metros de comprimento por 11 metros de largura, a parte mais velha, a leste aparenta ser uma torre de menagem do século XV ou XVII; a parte este foi construída por Francis Montgomerie, que comprou a propriedade em 1680.
A estrutura foi demolida, não restando quaisquer vestígios.